# Henry Solus
Julien Léopold Henry Solus, né 9 juin 1892 à Vervins (Aisne) et mort le 25 juillet 1981 à Coutances (Manche), est un professeur de droit spécialisé en droit colonial.

## Enseignement
- Faculté de droit de Paris
- École des hautes études commerciales de Paris
- Institut d'études politiques de Paris
- École coloniale, puis École nationale de la France d'outre-mer

## Vie associative
- Président de l'Association française de droit judiciaire
- Membre du conseil de direction puis président de l'Association des amitiés franco-luxembourgeoise
- Membre du conseil de direction de l'Association Henri Capitant des amis de la culture juridique française
- Membre du conseil de direction de l'Association des juristes européens
- Membre du conseil de direction de l'Association pour le développement du droit mondial
- Membre du conseil de direction du Comité français de l'arbitrage

## Publications
- Traité de la condition des indigènes en droit privé - Colonies et pays des protectorats (non compris l'Afrique du Nord) et pays sous mandat, pref. A. Girault, Sirey, 1927.